# Гомельський державний технічний університет імені П.Й. Сухого
Гомельський державний технічний університет імені П.Й. Сухого (ГДТУ ім. П.Й. Сухого) - вищий навчальний заклад технічного профілю в  Гомелі (Білорусь). Заснований у 1968 році як загальнотехнічний факультет Білоруського ордена Трудового Червоного Прапора політехнічного інституту при ВО "Гомсільмаш". З 1973 року Гомельська філія Білоруського політехнічного інституту (зараз Білоруський національний технічний університет). З 1981 року Гомельський політехнічний інститут. В 1995 році інституту присвоєно ім'я видатного авіаконструктора Павла Йосиповича Сухого, в 1998 році перетворений в університет і отримав нинішню назву.
Підготовка фахівців ведеться за 22 спеціальностями і 25 спеціалізаціями. В університеті діє 8 факультетів:
- Механіко-технологічний факультет
- Факультет автоматизованих та інформаційних систем
- Енергетичний факультет
- Гуманітарно-економічний факультет
- Машинобудівний факультет

А також:
- Заочний факультет
- Факультет довузівської підготовки
- Факультет підвищення кваліфікації

В університеті 30 кафедр. На денному відділенні навчається близько 4 тис. чоловік, на заочному - близько 5 тисяч. Університет має в своєму розпорядженні три навчальних корпуси (корпус № 1, (головний), є однією з будівель, офіційно затверджених символами міста), лабораторним корпусом важкого обладнання (ЛКВО), культурно-спортивним комплексом, комплексом відкритих спортивних майданчиків, студентським профілакторієм, трьома гуртожитками.